# إن جي سي 606 (مجرة)
NGC 606 عبارة عن مجرة حلزونية ضلعية تقع في كوكبة الحوت على بعد حوالي 470 مليون سنة ضوئية من مجرة درب التبانة. اكتشفه عالم الفلك الفرنسي إدوارد ستيفان عام 1881.